# Іонна рідина

Структура 1-бутил-3-метил-імідазол-біс-трифлуорометилсульфоніл-іміду як приклад іонної рідини

Іо́нна рідина́ — це рідина, що містить тільки іони. У широкому сенсі цього поняття іонні рідини — це будь-які розплавлені солі, наприклад, розплавлений хлорид натрію при температурі вище 800 градусів Цельсія. Слід зазначити, що сюди не відносяться розчини електролітів, де дисоційована сіль розчинена в розчиннику, а сам розчинник не дисоціює.
В наш час[коли?] під терміном «іонні рідини» найчастіше мають на увазі солі, температура плавлення яких нижча температури кипіння води, тобто нижче 100 °C. Зокрема, це солі, які плавляться (або вже рідкі) при кімнатній температурі. Вони називаються «RTIL» або англ. «Room-Temperature Ionic Liquids».
Однією з найбільш поширених є суміш Al2Cl6—[PyBu]Cl (бутилпіридиній хлорид), яка при звичайних температурах розчиняє багато органічних та неорганічних речовин. Прикладами катіонів таких солей є імідазолій, піридиній, пірролідиній, піридиній, гуанідин, уроній, амоній та фосфоній. Підходять аніони галогенідів і комплексних іонів, таких як тетралуороборат, трифторацетат, трифталат, фосфінат. Серед органічних аніонів можуть бути іміди та аміди.
Основні застосування іонних рідин: прикладна наука, біотехнології, енергетика, хімія. Перспективні для фармацевтичного використання. Іонні рідини відносяться до так званих «зелених розчинників», які відповідають принципам зеленої хімії.